# Amata laomedia
Amata laomedia là một loài bướm đêm thuộc phân họ Arctiinae, họ Erebidae.